# 国鉄1480形蒸気機関車

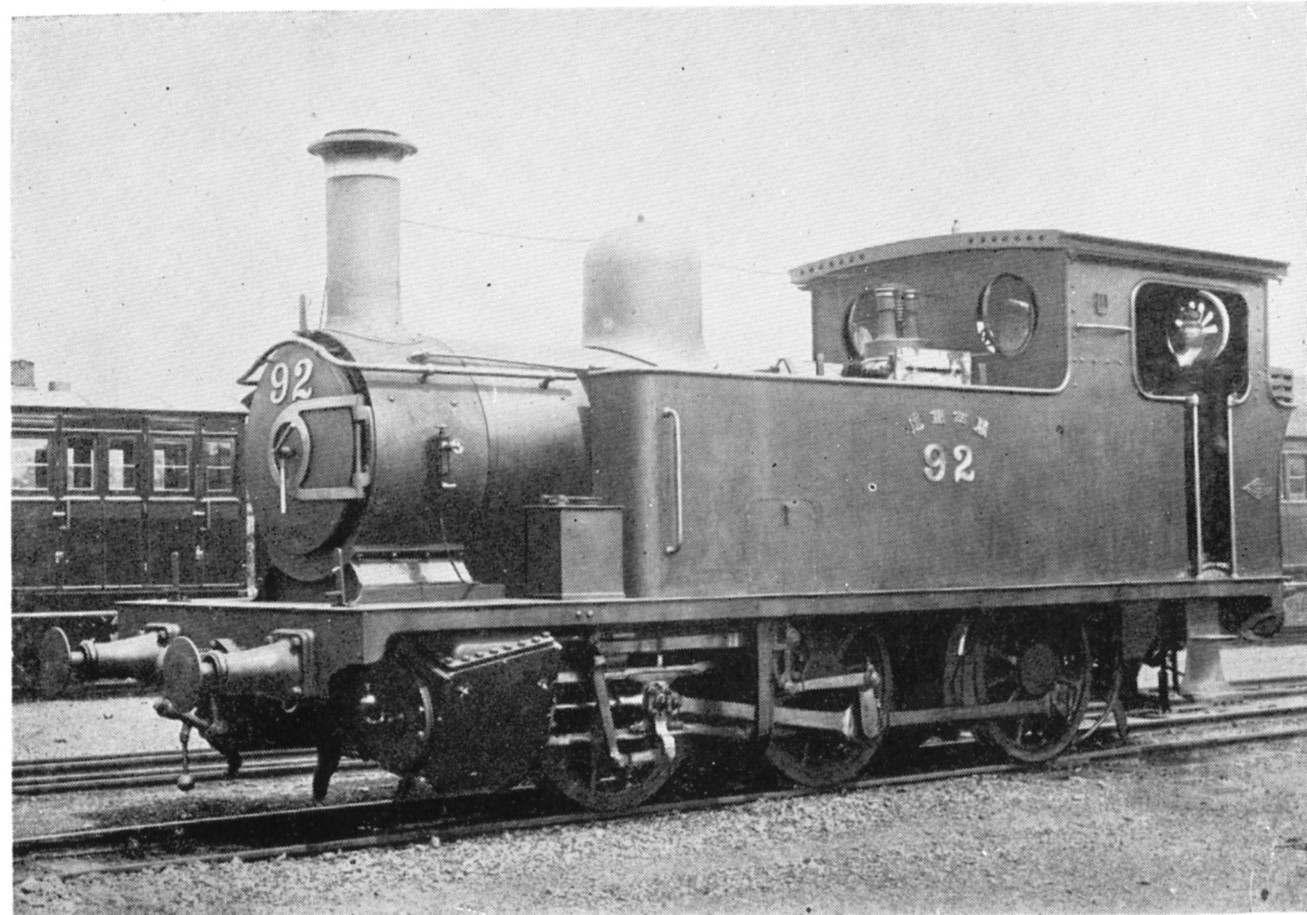
関西鉄道 92（後の鉄道院 1484）

1480形は、かつて日本国有鉄道の前身である鉄道院に在籍したタンク式蒸気機関車である。

## 概要
元は、南和鉄道が1895年（明治28年）と1901年（明治34年）にそれぞれ3両（製造番号3263 - 3265）、2両（製造番号4070，4071）の計5両をイギリスのダブス社から輸入したもので、車軸配置0-6-0(C)、2気筒単式の飽和式小型タンク機関車であった。これらは、1895年製が 1 - 3、1901年製が4，5と付番された。
1904年（明治37年）に南和鉄道が関西鉄道に事業譲渡されたため、同社の88形「千早」（88 - 92）となった。1907年（明治40年）の関西鉄道の国有化によって国有鉄道籍となり、1909年（明治42年）に制定された鉄道院の車両形式称号規程により、1480形（1480 - 1484）に改められた。
国有化後もおもに和歌山線で使用されたが、1919年（大正8年）7月に全機揃って除籍され、八幡製鉄所に払下げられた。八幡製鉄所では90 - 94となったが、使い勝手の良さもあって1921年（大正11年）に同形機を日本車輌製造に2両発注・増備している。その後、303 - 307に改番され、1952年（昭和27年）に303 - 305，301，302となったが、この頃に代替新造され、まったく別の機関車となった。名目上、301は1958年（昭和33年）、302は1960年（昭和35年）、303 - 305は1963年（昭和38年）まで使用された。

## 主要諸元
- 全長：8,306mm
- 全高：3,494mm
- 軌間：1,067mm
- 車軸配置：0-6-0(C)
- 動輪直径：1,143mm
- 弁装置：ワルシャート式
- シリンダー（直径×行程）：356mm×508mm
- ボイラー圧力：10.5kg/cm2
- 火格子面積：1.0m2
- 全伝熱面積：70.1m2
  - 煙管蒸発伝熱面積：63.9m2
  - 火室蒸発伝熱面積：6.1m2
- ボイラー水容量：1.7m3
- 小煙管（直径×長サ×数）：44.5×2829mm×162本
- 機関車運転整備重量：32.16t
- 機関車空車重量：25.91t
- 機関車動輪上重量（運転整備時）：32.16t
- 機関車動輪軸重（第3動輪上）：12.13t
- 水タンク容量：10.68m3
- 燃料積載量：0.99t
- 機関車性能
  - シリンダ引張力：5,030kg
- ブレーキ装置：手ブレーキ、蒸気ブレーキ